# 李佩瑜
李佩瑜（英語：Fion Li，1985年—) ，彭博新聞香港分社社長，2004年香港高考5A狀元。

## 求學時期
李佩瑜熱衷於羽毛球，就讀大角嘴天主教小學期間，屢獲學界獎項，因而受到時任拔萃女書院校長劉龐以琳女士青睞。當時拔萃女書院仍未改為直資學校，因此對出身草根家庭的她不構成財政壓力。
預科選修心理學、經濟學及通識，考獲5A佳績。
經歷2003年香港爆發非典型肺炎（SARS）事件後使她感受到傳媒的力量，促成她入讀香港大學新聞系的志願，成為該系的首屆學生，兼第二主修犯罪學（criminology）。 
在港大期間入住聖約翰學院 （页面存档备份，存于） (St. John's College)，並曾到美國馬里蘭大學（University of Maryland, College Park） 當一年交換生。她先後在香港《星島日報》、《文匯報》、《南華早報》和英文《虎報》實習。

## 工作生涯
2007年以一級榮譽畢業後，隨即加入路透社中文組，報道大中華消費類和澳門博彩公司的動向，並負責香港新股市場的報道。
2011年加入彭博新聞社， 跟蹤亞洲貨幣及債券， 以報道人民幣國際化為主。
2014年香港雨傘運動期間， 一直擔當前線採訪工作。
2016年成為彭博新聞（Bloomberg News）香港分社社長（Bureau Chief），是首名擔任此職的香港人，亦是彭博最年輕的社長。

## 興趣
李佩瑜平日喜歡看書，去咖啡店和跑步，先後兩次完成大阪國際女子馬拉松，並於2017年2月成功挑戰東京馬拉松。